# 잘랄 케슈미리
잘랄 알리 케슈미리(페르시아어: جلال‌علی کشمیری,‎ 1938년 3월 25일~1999년 2월 6일)는 이란의 전 육상 선수로 주 종목은 원반던지기와 포환던지기이다. 1968년 하계 올림픽에서 이란 국가대표로 참가했으며 아시안 게임에서 금메달 2개, 은메달 2개, 동메달 1개를 획득했다.
선수 생활 도중 미국에 이주하여 그 곳에서 여생을 보냈으며 아들인 캐미는 미국 국가대표 원반던지기 선수로 활동했다.